# 可怜天下父母心 (电影)
《可怜天下父母心》是1960年上映的一部香港家庭倫理電影，為導演楚原的成名作，楚原兼任編劇，更有參演。電影由白燕及張活游（楚原父親）主演，白燕兼任監製。
2005年，本片獲香港電影金像獎協會票選為「最佳華語片一百部」之一。

## 剧情
陈志康（張活游飾）是小學教員，和李玉薇（白燕飾）兩夫妇养有二男二女，过着寒微的生活，新近又添了一个幼女；志康還有一个不常來往的富有表姐（葉萍飾）。女儿小薇（王愛明飾）负责做饭，很招一个邻居大妈的喜欢。天寒地冻，两个男孩儿只好挤在一起睡觉，志康不得已当掉了结婚戒指。
志康在学校打抱不平与校长冲突，结果被开除，求职又由于同情比他更不幸的人而主动放弃，家里更加揭不开锅了。玉薇上表姐家借钱，但表姐在丈夫和三姑六婆的劝说下只给了玉薇二十文，让她贖回棉被。她常常头痛，瞒着志康，终于有一日撑不住病倒。小康（黎小田飾）为了给妈治病，鼓动四个孩子不上学上街乞讨，结果被落魄归来的志康撞见，路上志康还碰到已沦为乞丐的林老师（楊業宏飾）（后来餓死在街头）。经原来学生介绍他曾短暂到私立小学工作，可不久又失业。玉薇知道孩子们逃学后责打他们，直到最后从小乐（馮寶寶飾）口中问出他们下午的去处。志康原来的学生帮忙，让两个男孩儿利用业余时间打点他们的小店以赚取收入。
经人介绍，志康撰写了小说《可怜天下父母心》向出版社投稿，但由于销路不好没能立刻发表，编辑答应向另一家出版社推荐。邻居向玉薇提议收养小薇，但小薇割舍不了同家里人的亲情，最终此事作罢。为了给孩子看病，志康连夜写稿，肺病发作，咳出血来。幼女重病，志康向放高利贷的借钱，但仍没能挽救她的性命。他还不起利息，结果被人毒打。连续的打击使他万念俱灰，买了毒药回来要和家人一起自杀。
影片末尾，志康目睹一个母亲情愿替准备跳楼的儿子去死、一个父亲甘愿代替犯了抢劫罪的儿子承担罪责，受到很大震动，他飞奔回家，发现孩子们睡着了，而玉薇还活着——她舍不得孩子们，没把毒药放到汤裏。志康的小说终于出版，一家人终于又见到了光明。

## 演员表
- 白燕 飾 李玉薇
- 张活游 飾 陈志康
- 黎小田 飾 陈小康
- 梁俊密 飾 陈小健
- 王爱明 飾 陈小薇
- 冯宝宝 飾 陈小乐
- 李月清 飾 三嬸
- 葉萍 飾 陈志康表姐
- 白茵 飾 江学萍
- 杜平 飾 骆子伦
- 容玉意 飾 骆子伦母
- 楚原 飾 杜国雄
- 黄楚山 飾 杜国雄父
- 梁淑卿 飾 杜国雄母
- 司马华龙 飾 周德华
- 杨业宏 飾 林老师
- 李鹏飞 飾 经理
- 冯峰 飾 財哥
- 萬靈 飾 马文森
- 尤奇 飾 张奕明
- 羅蘭
- 陳立品
- 林甦
- 香海
- 黃侃
- 馮惠文
- 鄭文霞
- 王克
- 李鏡清

## 外部連結
- 香港影庫上《可憐天下父母心》的資料（繁體中文）
- 时光网上《可憐天下父母心》的資料（简体中文）
- 豆瓣电影上《可憐天下父母心》的資料 （简体中文）
- 互联网电影数据库（IMDb）上《可憐天下父母心》的资料（英文）